# Białoworcica
Białoworcica (biał. Белавароціца, ros. Беловоротица) – wieś na Białorusi, w obwodzie mińskim, w rejonie wilejskim, w sielsowiecie Krzywe Sioło.

## Historia
W czasach zaborów wieś i leśniczówka w gminie Wilejka, w powiecie wilejskim, w guberni wileńskiej Imperium Rosyjskiego.
W latach 1921–1945 wieś i leśniczówka leżały w Polsce, w województwie wileńskim, w powiecie wilejskim, w gminie Kołowicze (do 1929 gmina Wilejka).
Według Powszechnego Spisu Ludności z 1921 roku zamieszkiwało tu 35 osób, 6 było wyznania rzymskokatolickiego a 29 prawosławnego. Jednocześnie 6 mieszkańców zadeklarowało polską a 29 białoruską przynależność narodową. Było tu 6 budynków mieszkalnych. W 1931 wieś w 4 domach zamieszkiwało 28 osób; leśniczówkę w 2 domach zamieszkiwało 10 osób.
Wierni należeli do parafii prawosławnej w Wilejce. Miejscowość podlegała pod Sąd Grodzki w Wilejce i Okręgowy w Wilnie; właściwy urząd pocztowy mieścił się w Wilejce.
W wyniku napaści ZSRR na Polskę we wrześniu 1939 miejscowość znalazła się pod okupacją sowiecką. 2 listopada została włączona do Białoruskiej SRR. Od czerwca 1941 roku pod okupacją niemiecką. W 1944 miejscowość została ponownie zajęta przez wojska sowieckie i włączona do Białoruskiej SRR.
Od 1991 roku w składzie niepodległej Białorusi.